# Quintero
Quintero är en kommun i Chile.   Den ligger i provinsen Provincia de Valparaíso och regionen Región de Valparaíso, i den södra delen av landet, 100 km nordväst om huvudstaden Santiago de Chile.
Trakten runt Quintero består till största delen av jordbruksmark. Runt Quintero är det tätbefolkat, med 881 invånare per kvadratkilometer.